# Christo M. Danov
Christo M. Danov (vollständiger Name Christo Milošev Danov, andere Schreibweise: Danoff, * 2. Juli 1908 in Plowdiw; † 28. Januar 1999 in Sofia) war ein bulgarischer Althistoriker.

## Leben
Christo Danov, der Sohn des Verlegers Milos Danov, besuchte das humanistische Gymnasium in Plowdiw und Warna und studierte von 1927 bis 1932 Altertumswissenschaften an der Universität Wien. Zu seinen Lehrern zählten die Klassischen Philologen Hans von Arnim, Edmund Hauler, Alfred Kappelmacher und Ludwig Radermacher, der Sprachwissenschaftler Paul Kretschmer, der Archäologe Emil Reisch und die Althistoriker Rudolf Egger und Adolf Wilhelm. 1932 wurde er mit einer Dissertation über die griechischen Inschriften aus Tomis und Kallatis zum Dr. phil. promoviert. Danach vertiefte er seine Studien 1932 in Italien (Florenz, Rom und Neapel) und 1933 in Frankreich (an der Sorbonne in Paris).
Nach dem Militärdienst (1933/34) arbeitete Danov zunächst als Assistent am Nationalen Archäologischen Museum in Sofia. Während des Zweiten Weltkriegs arbeitete er ab Herbst 1944 im bulgarischen Außenministerium, vom Frühjahr bis zum Sommer 1945 als Verbindungsoffizier und Übersetzer in Wien.
Neben seiner Arbeit im Museum war Danov ab 1941 Dozent an der Universität Sofia, wo er 1942 zum außerordentlichen und 1944 zum ordentlichen Professor für Alte und Mittelalterliche Geschichte ernannt wurde. Parallel dazu lehrte er von 1943 bis 1944 an der Universität Skopje. Spätere Gastprofessuren führten ihn an die Sorbonne sowie an die Universitäten in Oxford, Wien und Rom.
Danovs Forschungen zur Archäologie und Geschichte der Balkanländer erfuhren internationale Anerkennung. Er war ordentliches Mitglied der Bulgarischen Akademie der Wissenschaften sowie korrespondierendes Mitglied der Österreichischen Akademie der Wissenschaften und organisierte die erste internationale Thrakologische Konferenz in Sofia (Mai 1972) sowie die dritte in Wien (1980). 1975 erhielt er den Herder-Preis, 1977 den Orden der Heiligen Kyrill und Methodius erster Klasse. Von 1979 bis 1981 leitete er das Bulgarische Forschungsinstitut in Österreich.

## Schriften (Auswahl)
- Die griechischen Inschriften aus Tomis und Kallatis. Wien 1932 (Dissertation)
- Pontos Euxeinos. In: Paulys Realencyclopädie der classischen Altertumswissenschaft (RE). Supplementband IX, Stuttgart 1962, Sp. 867–1175.
- Древна Тракия. Sofia 1968
  - Deutsche Übersetzung von Gerda Minkova: Alttrakien. Berlin/New York 1976
- Die Thraker auf dem Ostbalkan. In: Aufstieg und Niedergang der römischen Welt. Bd. II, 7,1, de Gruyter, Berlin, New York 1979, ISBN 3-11-006875-3, S. 23–182
- mit Teofil Ivanov: Antike Grabmäler in Bulgarien. Sofia 1980